# Список відмінків
Ця стаття є списком граматичних відмінків, які використовуються у різних мовах світу за їхніми правилами.
Список матиме вигляд таблиці в якій будуть назви відмінків, приклад використання та перелік мов у яких вони є.

## Місце та час
Примітка: Більшість відмінків, що використовуються для місця та руху, також можуть бути використані для часу.
У більшості відмінків немає відповідника українською мовою.

### Місце
| Відмінок           | Використання                                               | Приклад                 | Мови |
| ------------------ | ---------------------------------------------------------- | ----------------------- | --- |
| Адесив             | вказує на розташування біля чогось                         | біля будинку            | Естонська, Квенська, Лезгинська, Литовська, Лівська, Угорська, Фінська, Цезька |
| Антесив            | вказує на розташування у просторі перед чимось             | перед будинком          | Дравідійські мови |
| Апудесив           | вказує на розташування поруч з чимось                      | поруч з будинком        | Цезька |
| Інесив             | вказує на знаходження в будь-якому місці                   | у будинку               | Баскська, Ерзянська, Естонська, Квенська, Литовська, Осетинська, Угорська, Фінська, Цезька |
| Інтратив           | вказує на розташування між чимось або посеред чогось       | між будинками           | Кечуа, Лімбу |
| Локатив (місцевий) | вказує розташування на/у кому, на/у чому                   | на/у будинку, будинкові | Азербайджанська, Бенгальська, Боснійська, Білоруська, Гуджараті, Кечуа, Латинська, Латиська, Литовська, Лужицькі мови, Маньчжурська, Польська, Російська, Санскрит, Сербська, Словацька, Словенська, Східновірменська, Тамільська, Телугу, Тлінгітська, Турецька, Угорська. Узбецька, Українська, Хорватська, Чеська, Чуваська, Японська |
| Пергресив          | вказує на щось у околицях чогось                           | на околицях будинку     | Каму |
| Пертингетив        | вказує на розташування чогось, що торкається чогось іншого | торкаючись будинку      | Арчинська, Тлінгітська |
| Постесив           | вказує на положення позаду чогось                          | за будинком             | Агульська, Лезгинська |
| Субесив            | вказує на розташування під чим-небудь                      | під будинком            | Цезька |
| Супересив          | вказує на розташування на поверхні чогось                  | на (поверхні) будинку   | Осетинська, Угорська, Фінська, Цезька |

### Рух з/від
| Відмінок   | Використання                                                | Приклад              | Мови |
| ---------- | ----------------------------------------------------------- | -------------------- | --- |
| Аблатив    | вказує на рух від чогось                                    | з будинку            | Азербайджанська, Албанська, Евенкійська, Ерзянська, Естонська, Західновірменська, Кечуа, Латинська, Маньчжурська, Осетинська, Санскрит, Східновірменська, Тамільська, Тибетська, Тлінгітська, Турецька, Угорська, Узбецька, Фінська, Цезька, Чуваська, Японська |
| Аделатив   | вказує на рух з околиць чогось                              | з околиць будинку    | Лезгинська |
| Делатив    | вказує на рух з поверхні чогось                             | з (поверхні) будинку | Угорська, Фінська |
| Егресив    | вказує на початок руху з приблизного місця або моменту часу | починаючи з будинку  | Удмуртська |
| Елатив     | вказує на щось, що рухається десь, від чогось або когось    | з будинку            | Ерзянська, Естонська, Квенська, Угорська, Фінська |
| Інітиатив  | вказує на початкову точку дії                               | починаючи з будинку  | Маньчжурська |
| Постелатив | вказує на рух ззаду                                         | ззаду будинку        | Лезгинська |

### Рух до
| Відмінок   | Використання                                                                                               | Приклад                | Мови |
| ---------- | --- | ---------------------- | --- |
| Алатив     | вказує на рух до чогось/усередину чогось                                                                   | до будинку, у будинок  | Ерзянська, Естонська, Кашмірська, Квенська, Литовська, Маньчжурська, Тамільська, Тлінгітська, Тувинська, Турецька, Угорська, Узбецька, Фінська, Цезька, Японська |
| Ілатив     | вказує на кінцевий (усередині чогось) пункт траєкторії руху                                                | усередину будинку      | Ерзянська, Естонська, Квенська, Литовська, Саамські мови, Тамільська, Угорська, Фінська, Цезька                                                                  |
| Латив      | вказує на рух до якогось місця                                                                             | до будинку, у будинок  | Кечуа, Ерзянська, Турецька, Фінська, Цезька |
| Сублатив   | вказує на поверхню або середовище нижче чогось                                                             | на будинок/під будинок | Угорська, Фінська, Цезька |
| Суперлатив | вказує нарозташування предмета або особи, вище або на іншому предметі, чи його рух вище або на цей предмет | на будинок             | Нахсько-дагестанські мови |
| Термінатив | вказує на закінчення руху або часу                                                                         | до будинку             | Естонська, Кечуа, Угорська, Чуваська, Японська |

### Рух через
| Відмінок | Використання                                                 | Приклад       | Мови                                                          |
| -------- | ------------------------------------------------------------ | ------------- | ------------------------------------------------------------- |
| Перлатив | вказує на переміщення «крізь», «поперек» або «вздовж» чогось | через будинок | Евенкійська, Тохарські мови                                   |
| Пролатив | вказує на рух за допомогою поверхні або шляху                | по будинку    | Гренландська, Ерзянська, Естонська (зрідка), Фінська (зрідка) |

### Час
| Відмінок             | Використання | Приклад                                         | Мови                                                                        |
| -------------------- | --- | ----------------------------------------------- | --------------------------------------------------------------------------- |
| Аблатив              | вказує на час | у той час                                       | Західновірменська, Латинська, Східновірменська, Турецька, Фінська, Квенська |
| Акузатив (знахідний) | вказує на тривалість у часі, відомий також як знахідний часу                                                       | протягом багатьох років; протягом двохста років | Есперанто, Латинська, Німецька, Сербська, Турецька                          |
| Есив                 | вказує на певний проміжок часу, протягом якого щось відбувається або протягом якого була завершена безперервна дія | у понеділок; 6-го грудня                        | Естонська, Фінська                                                          |
| Лімітатив            | вказує на кінцевий термін                                                                                          | до 17:30                                        | Японська                                                                    |
| Часовий              | вказує на час | о сьомій годині; на Різдво                      | Угорська, Фінська (зрідка)                                                  |

### Таблиця основних відмінків
|       | внутрішність | поверхня  | сусідність | стан       |
| з/від | Елатив       | Делатив   | Аблатив    | Ексесив    |
| на/у  | Інесив       | Супересив | Адесив     | Есив       |
| до    | Ілатив       | Сублатив  | Алатив     | Транслатив |
| через | Перлатив     | Пролатив  |            |            |

## Морфосинтаксис
| Відмінок                                     | Використання | Приклад                                                 | Мови |
| -------------------------------------------- | --- | ------------------------------------------------------- | --- |
| Абсолютив (1)                                | вказує на будь-який предмет висловлювання, який не справляє спрямованої дії                                                                   | він штовхнув двері, і вони відчинилися                  | Баскська, Тибетська |
| Абсолютив (2)                                | вказує на предмет/особу | він штовхнув двері, і вони відчинилися; він послизнувся | Активні мови |
| Абсолютив (3)                                | вказує на предмет/особу/інструмент | він штовхнув двері своєю рукою, і вони відчинилися      | Інуктитут |
| Агентив                                      | вказує на агенс, який є підмножиною загальної теми чи предмета                                                                                | це вона вчинила злочин; а в нього болить голова         | Японська |
| Акузатив (знахідний) (1)                     | вказує на особу (пацієнс), відповідає на питання «кого?» або «що?»                                                                            | він штовхнув двері, і вони відчинилися                  | Азербайджанська, Аккадська, Албанська, Арабська, Боснійська, Грецька, Грузинська, Ерзянська, Есперанто, Західновірменська, Ісландська, Їдиш, Латинська, Латиська, Литовська, Німецька, Північносаамська, Польська, Російська, Румунська, Санскрит, Сербська, Словацька, Словенська, Східновірменська, Угорська, Українська, Фарерська, Фінська, Хорватська, Чеська, Японська |
| Акузатив (знахідний) (2)                     | вказує на прямий додаток перехідного дієслова; виготовлений з; про; протягом часу                                                             | я бачу її                                               | Інуктитут, Перська, Сербохорватська, Турецька |
| Ергатив                                      | вказує на агенс; підмет перехідного дієслова                                                                                                  | він штовхнув двері, і вони відчинилися                  | Баскська, Грузинська, Кашмірська, Самоанська, Тибетська, Тлінгітська, Цезька, Чеченська |
| Ергатив-генетив (ергативно-родовий)          | вказує на агенс, володіння чимось | він штовхнув двері, і вони відчинилися; її собака       | Інуктитут |
| Інструктив                                   | вказує на засіб, відповідає на питання «як?»                                                                                                  | за допомогою будинку                                    | Естонська (зрідка), Фінська |
| Інструментал (орудний)                       | вказує на інструмент, відповідає на питання «ким?», «чим?»                                                                                    | будинком                                                | Боснійська, Білоруська, Грузинська, Евенкійська, Західновірменська, Кашмірська, Латиська, Литовська, Маньчжурська, Польська, Російська, Санскрит, Сербська, Словацька, Словенська, Східновірменська, Українська, Хорватська, Цезька, Чеська, Юкагирські мови, Японська |
| Інструментал-комітатив (орудно-комітативний) | вказує на інструмент у компанії з чимось | будинком                                                | Тлінгітська, Угорська, Чуваська |
| Інтранзитив                                  | вказує на підмет неперехідного дієслова або логічне доповнення перехідного дієслова                                                           | двері відчинилися                                       | Кавказькі мови |
| Номінатив (називний) (1)                     | вказує на агенс; підмет перехідного чи неперехідного дієслова                                                                                 | він штовхнув двері, і вони відчинилися                  | Мови номінативного ладу |
| Номінатив (називний) (2)                     | вказує на агенс | він штовхнув двері, і вони відчинилися; вона зупинилася | Активні мови |
| Об'єктний (1)                                | вказує на прямий або непрямий додаток до дієслова                                                                                             | я побачив її; я дав їй книгу                            | Бенгальська, Чуваська |
| Об'єктний (2)                                | вказує на прямий або непрямий додаток дієслова або додаток прийменника; загальний відмінок для будь-якої ситуації, крім називного чи родового | я побачив її; я дав їй книгу; з нею                     | Англійська, Болгарська, Данська, Норвезька, Шведська |
| Пегатив                                      | агенс у реченні з давальним аргументом | він дав йому книгу                                      | Тлапанецька мова |
| Прямий                                       | вказує на прямий підмет або додаток перехідного чи неперехідного дієслова                                                                     | я побачив її; я дав їй книгу                            | Шотландська гельська |

## Відношення
| Відмінок                                   | Використання                                                                      | Приклад                   | Мови |
| ------------------------------------------ | --------------------------------------------------------------------------------- | ------------------------- | --- |
| Аблатив                                    | вказує на всебічний непрямий предмет                                              | стосовно будинку          | Албанська, Західновірменська, Інуктитут, Кашмірська, Латинська, Литовська, Санскрит, Східновірменська, Фінська |
| Аверсив                                    | вказує на уникнення чого-небудь                                                   | уникаючи будинок          | Вальбірі |
| Бенефактив                                 | вказує на ефект, користь або призначення для чого-небудь                          | для будинку               | Баскська, Кечуа, Телугу |
| Генетив (родовий)                          | вказує на загальний зв'язок, право власності, а також склад, посилання, опис тощо | будинку                   | Азербайджанська, Аккадська, Албанська, Англійська, Арабська, Бенгальська, Боснійська, Білоруська, Голландська, Грецька, Грузинська, Данська, Ерзянська мова, Естонська, Західновірменська, Інарі-саамська, Ірландська, Ісландська, Кашмірська, Квенська, Латинська, Латиська, Литовська, Маньчжурська, Норвезька, Німецька, Перська, Польська, Північносаамська, Російська, Румунська, Санскрит, Сербська, Колтта-саамська, Словацька, Словенська, Східновірменська мова, Тибетська, Турецька, Угорська, Українська, Фарерська, Фінська, Хорватська, Цезька, Чеська, Чуваська, Шведська, Шотландська гельська, Японська |
| Датив (давальний)                          | вказує на дію, спрямовану до чого-небудь, відповідає на питання «кому?», «чому?»  | будинку/будинкові         | Азербайджанська, Албанська, Боснійська, Білоруська, Грецька, Грузинська, Гінді, Ерзянська, Західновірменська, Інуктитут, Ісландська, Їдиш, Кашмірська, Латинська, Латиська, Литовська, Маньчжурська, Німецька, Осетинська, Польська, Російська, Румунська, Санскрит, Словенська, Словацька, Словенська, Східновірменська, Турецька, Угорська, Українська, Фарерська, Хорватська, Цезька, Чеська, Шотландська гельська, Японська |
| Дистрибутив                                | вказує на розподіл чого-небудь поштучно                                           | на будинок                | Маньчжурська, Угорська, Фінська, Чуваська |
| Дистрибутив-темпорал (розподільно-часовий) | вказує на частоту; як часто щось відбувається                                     | щоденно; по неділях       | Угорська, Фінська |
| Каритив                                    | вказує на присутність чи відсутність чого-небудь                                  | через відсутність будинку | Нгіямбаа |
| Каузатив                                   | вказує на причину                                                                 | через будинок             | Кечуа, Телугу |
| Каузатив-фінальний                         | вказує на кінцеву/фінальну причину                                                | через будинок             | Угорська, Чуваська |
| Комітатив                                  | вказує на супроводження з чим-небудь                                              | з будинком                | Естонська, Інарі-саамська, Інгуська, Кашмірська, Квенська, Колтта-саамська, Осетинська, Північносаамська,Тибетська, Фінська (зрідка), Японська |
| Орнатив                                    | вказує на забезпеченість чого-небудь чимось                                       | обладнаний будинком       | Угорська |
| Одержимий                                  | вказує на володіння чим-небудь                                                    | будинок привласнений      | Тлінгітська |
| Посесив                                    | вказує на пряме володіння чим-небудь                                              | у власності будинку       | Англійська, Турецька |
| Приватив                                   | вказує на відсутність чого-небудь                                                 | без будинку               | Вагіманська, Чуваська, |
| Семблатив                                  | вказує на схожість чого-небудь з чимось                                           | це дерево, як будинок     | Вагіманська |
| Соціатив                                   | вказує на щось разом з чимось                                                     | (разом) з будинком        | Осетинська, Угорська |
| Субститутив                                | вказує на заміну чого-небудь чимось                                               | замість будинку           | Арчинська |

## Семантика
| Відмінок          | Використання                                                                                  | Приклад                                | Мови |
| ----------------- | --------------------------------------------------------------------------------------------- | -------------------------------------- | --- |
| Вокатив (кличний) | використовується для звертання                                                                | О, Боже!; Привіт, Дар'є!; Гей, Карино! | Албанська (зрідка), Болгарська, Боснійська, Білоруська (зрідка), Грецька, Грузинська, Гінді, Кашмірська, Кетська, Латинська, Латиська, Литовська, Македонська, Науатль, Нівхська, Польська, Російська (обмежений), Румунська, Санскрит, Сербська, Словацька (зрідка), Телугу, Українська, Хорватська, Чеська, Шотландська гельська, Ірландська, Ітельменська |
| Партитив          | використовується для сум; в основному використовується для позначення властивості частковості | три будинки                            | Естонська, Інарі-саамська, Квенська, Колтта-саамська, Російська, Фінська |
| Прийменниковий    | використовується з деякими прийменниками, що йдуть перед іменниками                           | в/на/біля будинку                      | Білоруська1, Польська1, Російська, Словацька1, Українська1, Чеська1, Шотландська гельська2 ↑ у позначених цифрою 1 вище мовах прийменниковий відмінок є лише опосередковано, оскільки перекривається місцевим відмінком. ↑ Прийменниковий відмінок у шотландській гельській мові класично називають давальним відмінком.                                     |

## Стан
| Відмінок        | Використання                                  | Приклад                                        | Мови                                                                                               |
| --------------- | --------------------------------------------- | ---------------------------------------------- | -------------------------------------------------------------------------------------------------- |
| Абесив          | вказує на недостачу/відсутність чого-небудь   | без будинку                                    | Ерзянська, Естонська, Інарі-саамська, Квенська, Кечуа, Колтта-саамська, Фінська                    |
| Адвербіал       | вказує на тимчасовий стан                     | як будинок                                     | Абхазька, Балтійсько-фінські мови, Грузинська, Удмуртська                                          |
| Екватив         | вказує на схожість                            | схожий на будинок                              | Осетинська, Тлінгітська, Цезька, Шумерська                                                         |
| Ексесив         | вказує на перехід від умови                   | з буття будинком (щось перестає бути будинком) | Естонська (зрідка), Фінська (у діалектах)                                                          |
| Есив            | вказує на тимчасовий стан буття               | як будинок                                     | Естонська, Інарі-саамська мова, Інуктитут, Колтта-саамська мова, Північносаамська, Фінська, Цезька |
| Есив-формальний | вказує на стан як якість (типу форми)         | як будинок                                     | Маньчжурська, Угорська                                                                             |
| Есив-модальний  | вказує на стан як якість (спосіб існування)   | як будинок                                     | Угорська                                                                                           |
| Ідентикатив     | вказує на рівність з чим-небудь               | будучи будинком                                | Маньчжурська                                                                                       |
| Компаратив      | вказує на порівняння                          | як будинок                                     | Марійська, Нівхська                                                                                |
| Орієнтатив      | вказує на стан розвернення прямо до чогось    | розвернувся до будинку                         | Маньчжурська, Чукотська                                                                            |
| Ревертив        | вказує на стан розвернення назад проти чогось | проти будинку                                  | Маньчжурська                                                                                       |
| Транслатив      | вказує на зміну стану на інший                | (перетворюючись) на будинок                    | Ерзянська, Естонська, Квенська, Маньчжурська, Угорська, Фінська, Хантийська                        |
| Формальний      | вказує на стан як якість                      | як будинок                                     | Угорська                                                                                           |